# Magnolia mashpi
Espèce
Magnolia mashpi est une espèce de plantes à fleurs de la famille des Magnoliaceae. Elle est originaire de la réserve de Mashpi en Équateur. Elle a été découverte pour la première fois en 2014 et décrite en 2016.

## Description
Magnolia mashpi est un arbre atteignant de 27 à 40 mètres de haut.
Son écorce est lisse et présentant des lenticelles, est parfumée et de couleur blanc crème.
Les premières branches apparaissent à partir de 15 à 25 mètres de hauteur.
Les feuilles sont généralement elliptiques, à marge entière, à apex aigu, mesurant de 16 à 23 cm (voire 39,5 cm) de long et 8 à 12,4 cm (voire 24,6 cm) de large, à face supérieure verte et glabre, à face inférieure vert pâle et pubescente. Les pétioles font de 1,5 à 2,3 voire 3,5 cm de longueur sur 3 à 8 mm de largeur, sont pubescentes mais parfois glabres pour les jeunes feuilles, ne présentant aucune cicatrice stipulaire adaxiale. Présence de stipules glabres et sérotineuses qui entourent chaque bourgeon ainsi que les jeunes feuilles mais ces stipules tombent très vite.
Les fleurs sont solitaires, mesurant de 10 à 12 de diamètre, possédant une bractée embrassante de couleur vert glauque, avec pédoncule de 1 à 2 voire 3 cm de long. Elles possèdent 3 tépales obovoïdes, à base tronquée et à apex obtus voire arrondi. Elles possèdent également 6 tépales odorantes dont les 3 externes sont blanc crème voire jaune pâle et 3 médianes qui sont de couleur blanc crème ou ivoire.  Il y a de 120 à 132 étamines blanc crémeux par fleur ainsi qu'un gynécée globuleux de 2 à 2,4 cm de long et de 1,8 à 2,2 cm de diamètre. La floraison se déroule de mars à avril.
Le fruit est un polyfollicule de 5 à 5 cm, strié longitudinalement, à déhiscence longitudinale et contenant 32 carpelles contenant 1 à 2 graines chacun. La fructification se fait de septembre à octobre.
La graine mesure de 8 à 9 mm de long sur 4 à 5 mm de large, est brillante, faiblement ridée, sous-prismatique, ayant un sarcotesta rouge et parfumé.

## Distribution et habitat
Magnolia mashpi est, selon les connaissances actuelles, endémique de la réserve de Mashpi en Équateur (pays d'Amérique du Sud). Elle pousse entre 800 à 1 000 m d'altitude dans les forêts subtropicales et les forêts de nuages. Plus de 100 individus de tous âges ont été rencontrées sur un territoire protégé de 1200 ha.

## État de conservation
Étant donné que plus de 100 individus de tous âges ont été trouvées sur une surface de 1200 ha, que cette espèce est localement abondante voir dominante et aussi qu'elle se trouve dans une réserve protégée, Magnolia mashpi est considérée comme vulnérable selon les critères de l'UICN.